# Leo Esaki
Leo Esaki (jap. 江崎 玲於奈 Esaki Reona; ur. 12 marca 1925 w Osace) – japoński fizyk, laureat Nagrody Nobla w dziedzinie fizyki w roku 1973.

## Życiorys
Studiował fizykę na Uniwersytecie Tokijskim, w 1947 roku uzyskał tam stopień Bachelor of Science, a w 1959 roku – doktorat. Po ukończeniu studiów rozpoczął pracę w przemyśle, początkowo w firmie Kobe Kogyo, a następnie w SONY, gdzie w 1956 roku został głównym fizykiem. Badania prowadzone przez niego w Sony dotyczyły zjawiska tunelowania. Esaki opracował metodę modyfikowania zachowania stałych półprzewodników poprzez ich domieszkowanie krzemem i germanem. Badania te doprowadziły do wynalezienia podwójnej diody półprzewodnikowej nazwanej diodą Esakiego. 
W 1976 roku Leo Esaki otrzymał stypendium ufundowane przez IBM pozwalające mu prowadzić badania w Stanach Zjednoczonych, a następnie podjął pracę w laboratorium badawczym tej firmy w Yorktown.
W 1973 roku otrzymał, wraz z Ivarem Giaeverem i Brianem Davidem Josephsonem, Nagrodę Nobla w dziedzinie fizyki za odkrycie fenomenu tunelowania elektronów. Możliwość tunelowego przepływu elektronów z pasma przewodnictwa do pasma walencyjnego jako pierwszy zauważył Leo Esaki. Zjawisko znalazło zastosowanie w diodzie tunelowej, nazywanej też diodą Esakiego. W stanie równowagi prąd Zenera jest równy prądowi Esakiego.
Mimo długiego pobytu w Stanach Zjednoczonych pozostał obywatelem Japonii. Wrócił tam w późniejszym czasie, w latach 1992–1998 był prezydentem Uniwersytetu Tsukuba, a od 2006 roku prezydentem Yokohama College of Pharmacy.

## Wyróżnienia i nagrody
- 1959 – Nishina Memorial Prize
- 1960 – Nagroda Asahi
- 1961 – Stuart Ballantine Medal
- 1965 – Japan Academy Prize
- 1973 – Nagroda Nobla w dziedzinie fizyki (1973)
- 1974 – Order Kultury
- 1991 – IEEE Medal of Honor